# Cerkev Marijinega oznanjenja, Kostanjevica na Krki
Cerkev Marijinega oznanjenja v Kostanjevici na Krki je edina ohranjenjena stavba nekdanjega kostanjeviškega samostana Santa Maria a Fontis. Ta je bil za samostanom v Stični druga, a hkrati zadnja naselbina cistercijanskega reda na ožjem slovenskem ozemlju. Od njegovih srednjeveških stavb se je v današnji čas v prvotni obliki ohranila le bivša samostanska cerkev Marijinega oznanenja z gotsko notranjostjo.

## Zgodovina
Pod Gorjanci stoji ogromen stavbni kompleks nekdanjega samostana Kostanjevica na Krki. Leta 1234 ga je ustanovil koroški vojvoda Bernard Spanheimski, da bi z njim še bolj utrdil na novo pridobljeno posest ob spodnji Krki in s tem kranjsko mejo proti Hrvaški. Od njegovih srednjeveških stavb se je v današnji čas v glavnem ohranila le cerkev, pa še ta je bila med 2. svetovno vojno močno poškodovana in so jo šele dolgoletna konservatorska prizadevanja ohranila in rekonstruirala. Prvotni samostan so v 17. in 18. stoletju nadomestili z obsežnimi novimi trakti, ki oklepajo z arkadnimi v dvoje nadstropij veliko dvorišče in sodijo med največje take stavbe daleč naokrog.
V vrsti najvidnejših sakralnih spomenikov v Sloveniji ima bivša samostanska cerkev eno najvidnejših mest. Že po razpustitvi samostana v času Jožefa II. leta 1786 so iz nje odnesli vso opremo: bogat baročni glavni oltar in prižnico v župnijsko cerkev sv. Marjete na Golo nad Igom, stranske oltarje pa po bližnjih cerkvah, tako da ni do danes ostalo v cerkvi prav ničesar, nobene opreme, nobenega kipa in nobenih slikarij.

## Arhitektura
Poseben pomen ima stavba v vrsti redovne arhitekture, saj je znano, da so bili prav cistercijani najnaprednejši graditelji svoje dobe. Cerkev je bazilika s tremi ladjami, od katerih je srednja toliko višja, da dobiva svetlobo skozi okna nad strehama obeh stranskih dveh. Najznačilnejši pa je tloris, ki obsega poleg vzdolžnega triladijskega telesa na vzhodni strani še prečno ladjo, onstran katere je bil ravno zaključen prezbiterij in ob njem ob vsaki strani po dva para prav tako ravno zaključenih kapel. Tak tloris, ki se bistveno razlikuje od le sto let starejše Stične, ki nima na sebi še nič cistercijanskega, razen silne preprostosti, označujejo nekateri za »bernardinskega«, češ da ga je v redovno arhitekturo vpeljal sv. Bernard.
Bivša samostanska cerkev je torej prevzela v času svojega nastajanja, to je proti sredini 13. stoletja že povsem izoblikovan stavbni tip in ga oplemenitila z bogato arhitekturo. Če se je v koroškem Vetrinju, ki je pol stoletja starejši od Kostanjevice, tak tloris vezal še s  preprostimi šilastimi banjastimi oboki (obok, ki ima obliko zgornje polovice položenega valja), vzdolžnimi in prečno postavljenimi, pa brez posebnega kamnoseškega deleža, ga je Kostanjevica obogatila z naprednejšimi križnimi rebrastimi oboki (obok, sestavljen iz dveh pravokotno se sekajočih banjastih svodov), s kamoseško izdelanimi šilastimi arkadami in zlasti še z množico kiparskega okrasja.
V baroku so cerkev tako temeljito predelali, da so v vseh treh ladjah zamenjali prvotne rebraste oboke z baročnimi, šilaste loke s polkrožnimi ter oblekli vse snopaste stebre in njihove kapitele (kapitel: glava stebra), da bi stavba dobila bolj moderen, baročni videz. S tem pa so zakrili tudi njeno poglavitno lepoto. Šele po veliki katastrofi, ki je med 2. svet. vojno in po njej, ko se je sam od sebe zrušil še zvonik, doletela to plemenito arhitekturo in jo spremenila v ruševino, se je spomeniški službi posrečilo delno vzpostaviti prvotno stanje razen prvotnih obokov v srednji in severni ladji, južna pa je bila v celoti na novo napravljena z rekonstruiranimi prvotnimi oboki vred.
Slogovno je kostanjeviška samostanska cerkev dober primer prehodnega sloga med romaniko in gotiko, kakor se je na Slovenskem uveljavljal sredi 13. stoletja, ko je ta cerkev nastajala. Po načelih gotskega grajenja raste vsa stavba iz tal in vsi njeni členi, tja do obokov, imajo v tleh svoje korenine. Snopasti stebri se visoko poganjajo kvišku ob stenah glavne ladje, da bi sprejeli nase težo obokov in razbremenili stene. Posebno pozornost pa zaslužijo kapiteli, katerih dva nista enaka in jih je v življenje priklicala kamnosekova domiselnost. Pod njegovim dletom se je kamen razcvetel in razrastel v listje, ki obdaja nosilna jedra kapitelov. Obiskovalcem, ki se čudijo, da so umetniki »že takrat« vse to znali, je pač težko pojasniti, da jih prihodnja stoletja v tem niso več dosegala.
Od kod ta napredna arhitektura na takrat konservativem Dolenjskem, tega še ni mogoče z gotovostjo potrditi. Vsekakor pa je tja zašla po redovni poti, morda iz češko-ogrskega prostora, kjer ima svoje bližnje sorodnike in kamor je dobesedno preskočila iz svoje burgundske zibelke, saj svet nekdaj ni bil tako majhen in vase zaprt, kakor si danes napačno predstavljamo.